# Rhetinantha witsenioides
Rhetinantha witsenioides är en orkidéart som först beskrevs av Rudolf Schlechter, och fick sitt nu gällande namn av Mario Alberto Blanco. Rhetinantha witsenioides ingår i släktet Rhetinantha och familjen orkidéer. Inga underarter finns listade i Catalogue of Life.